# Thomas Seeliger
Thomas Seeliger (* 20. September 1966 in Medebach) ist ein ehemaliger deutscher Fußballspieler und heutiger -trainer.

## Laufbahn
Über die Vereine FC Roland Wedel, bei dem er mit fünf Jahren begann, Wedeler TSV, Blau-Weiß 96 Schenefeld, SC Concordia Hamburg und Altona 93 (dort gelang ihm 1985 der Sprung von der Jugend in die Herren-Oberliga-Mannschaft) kam der Stürmer und Mittelfeldspieler 1987 zu Fortuna Düsseldorf. In Düsseldorf hatte er als junger Spieler eine gute erste Saison. Er bestritt 31 Spiele und ihm gelangen 8 Tore. Das zweite Jahr war nicht erfolgreich. Er schloss sich der Eintracht in Braunschweig an und war zwei Jahre, bis auf wenige Ausnahmen, Stammspieler und erzielte 14 Tore. Nach einem für ihn ungenügenden Angebot wechselte er in die erste französische Liga. Nach einer schnellen Trainerentlassung gelang ihm in der Saison 1991/92 beim französischen Erstligisten AS Nancy Lorraine nicht der Durchbruch.
Der SC Freiburg wurde auf ihn aufmerksam, für den er in den folgenden eineinhalb Spielzeiten erst in der 2. Bundesliga und schließlich in der Fußball-Bundesliga auflief. Für viele überraschend wechselte Seeliger in der zweiten Saisonhälfte zum TSV 1860 München und in der folgenden Spielzeit – wiederum in der zweiten Saisonhälfte – zum VfL Wolfsburg. 1995 konnte er mit den Wölfen in das Finale um den DFB-Pokal 1995 einziehen. Seine wohl erfolgreichste Zeit hatte Seeliger in den folgenden beiden Jahren, als er wieder nach Düsseldorf zurückkehrte und in der Bundesliga spielte. Nach Düsseldorfs Abstieg wechselte er erneut; dieses Mal für zwei Jahre zum FC St. Pauli. Seine letzten Stationen waren 1. SC Norderstedt (1999–2002), SC Victoria Hamburg, der Lüneburger SK (2004/05) und der SV Todesfelde, bei dem er Ende der Saison 2007/08 seine Spielerlaufbahn beendete.
Mit Beginn der Saison 2008/09 war Thomas Seeliger Trainer beim TSV Holm in der Kreisliga Staffel 8 im Hamburger Fußballverband. Diesen Posten gab er im Februar 2009 auf, um Trainer bei Altona 93 in der Regionalliga Nord zu werden. Nach dem Abstieg aus der Regionalliga blieb Seeliger auch in der Oberliga Hamburg bei diesem Club und wurde dort im November 2010 zusätzlich sportlicher Leiter Fußball. Im Juni 2011 endete der Vertrag und man ging getrennte Wege. Nach einer kurzen Trainerstation beim SV Blankenese übernahm Thomas Seeliger im September 2012 den Trainerposten bei Eintracht Norderstedt in der Oberliga Hamburg und schaffte mit der Mannschaft Ende der Spielzeit 2012/13 den Aufstieg in die Regionalliga Nord. Anfang Oktober 2016 wurde er in Norderstedt entlassen.
Zur Saison 2017/2018 übernahm Seeliger das Traineramt bei der Fördermannschaft des SC Weiche Flensburg 08 in der Oberliga Schleswig-Holstein. Ab 2020 betreute er die Regionalliga-Mannschaft des Vereins, im Oktober 2022 wurde er von den Flensburgern entlassen, nachdem Seeliger aus den vorangegangenen sechs Ligaspielen nur einen Sieg geholt hatte.
Im Dezember 2022 vermeldete der Hamburger Oberligist TuS Dassendorf Seeligers Verpflichtung ab dem Sommer 2023. Anfang November 2024 kam es zur Trennung. Zu diesem Zeitpunkt stand Dassendorf auf dem dritten Tabellenplatz, hatte jedoch lediglich eines der fünf vorangegangenen Pflichtspiele gewonnen.
Seeliger ist Inhaber der DFB-Fußball-Lehrer-Lizenz, hat eine Ausbildung zum Sport- und Fitnesskaufmann sowie eine Ausbildung zum Sportmanager abgeschlossen. Er betreibt in Norderstedt bei Hamburg eine Fußballschule (Socceracademy by Thomas Seeliger), in der er Training für Kinder und Jugendliche anbietet.

## Seeligers Bilanz als Spieler
- Bundesliga: 86 Spiele, 10 Tore
- 2. Liga: 239 Spiele, 37 Tore
- Regionalliga: 32 Spiele, 3 Tore
- Ligue 1 in Frankreich: 4 Spiele, kein Tor

## Erfolge
- Aufstieg in die Bundesliga (3): 1989 (Fortuna Düsseldorf), 1993 (SC Freiburg), 1994 (TSV 1860 München)
  - als Meister der 2. Bundesliga (2): 1989, 1993

## Seeligers Bilanz als Trainer
- 08/2008 bis 02/2009: TSV Holm, Kreisliga 8, Hamburger Fußballverband
- 02/2009 bis 06/2011: Altona 93, Regionalliga Nord/ Oberliga HH, Hamburger Fußballverband
- 11/2011 bis 08/2012: SV Blankenese, Landesliga Hammonia, Hamburger Fußballverband
- 09/2012 bis 10/2016: Eintracht Norderstedt, Regionalliga Nord, Norddeutscher Fußballverband
- 09/2017 bis 06/2020: SC Weiche Flensburg U23, Oberliga SH, Schleswig-Holsteinischer Fußballverband
- 06/2020 bis 10/2022: SC Weiche Flensburg, Regionalliga Nord, Norddeutscher Fußballverband
- Sommer 2023 bis 11/2024: TuS Dassendorf, Oberliga Hamburg

## Zitat
„Gegen den KSC wird jeder, der aufläuft, so heiß sein, dass er Gras frisst und in den Pfosten beißt.“ (Als Spieler von Fortuna Düsseldorf)